# Live at Wembley '86
Live at Wembley '86 är ett musikalbum av den brittiska rockgruppen Queen, utgivet 1992. Skivan spelades in under en konsert på Wembley Stadium den 12 juli 1986 och innehåller totalt 28 låtar, varav fem är covers. 2003 gavs den även ut på dvd.

## Låtlista

### Skiva 1
1. "One Vision" (Queen) - 5:50
2. "Tie Your Mother Down" (Brian May) - 3:52
3. "In the Lap of the Gods...Revisited" (Freddie Mercury/Queen) - 2:44
4. "Seven Seas of Rhye" (Freddie Mercury) - 1:19
5. "Tear It Up" (Brian May) - 2:12
6. "A Kind of Magic" (Roger Taylor) - 8:41
7. "Under Pressure" (David Bowie/Queen) - 3:41
8. "Another One Bites the Dust" (John Deacon) - 4:54
9. "Who Wants to Live Forever" (Brian May) - 5:16
10. "I Want to Break Free" (John Deacon) - 3:34
11. "Impromptu" (Queen) - 2:55
12. "Brighton Rock Solo" (Brian May) - 9:11
13. "Now I'm Here" (Brian May) - 6:19

### Skiva 2
1. "Love of My Life" (Freddie Mercury) - 4:47
2. "Is This the World We Created...?" (Brian May/Freddie Mercury) - 2:59
3. "(You're So Square) Baby I Don't Care" (Jerry Leiber/Mike Stoller) - 1:34
4. "Hello Mary Lou (Goodbye Heart)" (Gene Pitney) - 1:24
5. "Tutti Frutti" (Dorothy LaBostrie/Little Richard) - 3:23
6. "Gimme Some Lovin'" (Spencer Davis/Muff Winwood/Steve Winwood) - 0:55
7. "Bohemian Rhapsody" (Freddie Mercury) - 5:50
8. "Hammer to Fall" (Brian May) - 5:36
9. "Crazy Little Thing Called Love" (Freddie Mercury) - 6:27
10. "Big Spender" (Cy Coleman/Dorothy Fields) - 1:07
11. "Radio Ga Ga" (Roger Taylor) - 5:57
12. "We Will Rock You" (Brian May) - 2:46
13. "Friends Will Be Friends" (John Deacon/Freddie Mercury) - 2:08
14. "We Are the Champions" (Freddie Mercury) - 4:05
15. "God Save the Queen" (trad. arr: May) - 1:27

## Medverkande
- Freddie Mercury - sång, piano, gitarr
- Brian May - gitarr, keyboard, kör
- Roger Taylor - trummor, kör
- John Deacon - bas

### Övriga medverkande
- Spike Edney - keyboard, gitarr, kör

## Listplaceringar
| Plac. | Land           |
| ----- | -------------- |
| 2     | Storbritannien |
| 6     | Schweiz        |
| 6     | Österrike      |
| 29    | Sverige        |
| 53    | USA            |